# Зурсес
Зурсес (ромш. Surses) — громада  в Швейцарії в кантоні Граубюнден, регіон Альбула.

## Географія
Громада розташована на відстані близько 170 км на схід від Берна, 29 км на південь від Кура.
Зурсес має площу 323,8 км², з яких на 1,1% дозволяється будівництво (житлове та будівництво доріг), 41,7% використовуються в сільськогосподарських цілях, 18,3% зайнято лісами, 39% не є продуктивними (річки, льодовики або гори).

## Демографія
2019 року в громаді мешкало 2327 осіб (-4,5% порівняно з 2010 роком), іноземців було 15%. Густота населення становила 7 осіб/км².
За віковим діапазоном населення розподілялося таким чином: 13,9% — особи молодші 20 років, 56,9% — особи у віці 20—64 років, 29,2% — особи у віці 65 років та старші. Було 1139 помешкань (у середньому 2 особи в помешканні).
Із загальної кількості 1426 працюючих 187 було зайнятих в первинному секторі, 325 — в обробній промисловості, 914 — в галузі послуг.